# Noomane El Euch
Pour les articles homonymes, voir Nomans.
Noomane El Euch (arabe : نعمان العش), né le 9 juin 1967, est un homme politique tunisien.
Il est député à l'Assemblée des représentants du peuple depuis les élections législatives de 2014.

## Biographie
Noomane El Euch est titulaire d'une maîtrise de théâtre.  
Lors des élections législatives de 2014, Il est élu député de la première circonscription de Sfax à l'Assemblée des représentants du peuple avec 4 657 suffrages. Lors de ce scrutin, son parti, le Courant démocrate, obtient un total de trois sièges.
El Euch rejoint alors la commission des affaires des handicapés et des catégories précaires et la commission du règlement intérieur, de l'immunité, des lois parlementaires et des lois électorales.
Il est réélu lors des élections législatives de 2019.
Le 23 juin 2021, il est élu président du bloc démocrate à l'Assemblée des représentants du peuple.